# Александер Кальєнс
Александер Кальєнс (ісп. Alexander Callens, нар. 4 травня 1992, Кальяо) — перуанський футболіст, захисник грецького клубу АЕК.
Виступав, зокрема, за клуби «Нумансія» та «Нью-Йорк Сіті».

## Клубна кар'єра
У дорослому футболі дебютував 2010 року виступами за команду клубу «Спорт Бойз», в якій провів один сезон, взявши участь у 30 матчах чемпіонату. 
Своєю грою за цю команду привернув увагу представників тренерського штабу клубу «Реал Сосьєдад Б», до складу якого приєднався 2011 року. Відіграв за дублерів клубу із Сан-Себастьяна наступні чотири сезони своєї ігрової кар'єри. Більшість часу, проведеного у складі другої команди «Реал Сосьєдада», був основним гравцем захисту команди.
2015 року уклав контракт з клубом «Нумансія», у складі якого провів наступні два роки своєї кар'єри гравця. 
До складу клубу «Нью-Йорк Сіті» приєднався 2017 року. Станом на 3 червня 2019 року відіграв за команду з Нью-Йорка 83 матчі в національному чемпіонаті.

## Виступи за збірні
2011 року залучався до складу молодіжної збірної Перу. На молодіжному рівні зіграв у 4 офіційних матчах, забив 1 гол.
2013 року дебютував в офіційних матчах у складі національної збірної Перу.

## Титули і досягнення
- Срібний призер Кубка Америки: 2019